# G-Force (Drayton Manor)
Pour les articles homonymes, voir G-Force (homonymie).
Ne doit pas être confondu avec Expedition GeForce.
G-Force était un parcours de montagnes russes situé dans le parc d'attractions Drayton Manor, près de Tamworth, dans le Staffordshire, en Angleterre. Construites par l'entreprise Maurer Söhne, elles ont été ouvertes le 26 juillet 2005.

## Parcours
Le parcours mesure 385 mètres. Il débute par un virage serré avant d’atterrir sur le "lift looping". Là est la particularité du parcours : le train parcours une inversion tout en lift, du bas jusqu'au sommet de l'inversion. Ensuite le train lâche le lift pour compléter l'inversion, c'est-à-dire du sommet jusqu'au bas, d'une hauteur de près de 25 mètres. Ensuite le train procède à un airtime brusque (avec peu de puissance de gravité) avant de passer deux immelmann à la suite. Pour finir, le train emmène les visiteurs dans deux camelbacks dont un qui traverse la première inversion, avant de retourner en gare.

## Les trains
Les trains ont pour modèle un train "X-Car". Ces modèles sont rarement utilisés, mis à part sur les SkyLoop.